# Head over Heels (singel)
Head Over Heels – singiel zespołu ABBA z albumu The Visitors. Piosenka opowiada o dziewczynie z wyższych sfer, która ciągnie swojego znudzonego męża po różnych przyjęciach, imprezach i sklepach. Utwór zaśpiewała Agnetha.

## Pozycje na listach przebojów
| Chart (1982)                                      | Position |
| ------------------------------------------------- | -------- |
| Belgian Singles Chart (Belgijska lista przebojów) | 2        |
| UK Singles Chart (Brytyjska lista przebojów)      | 25       |